# Lachlathetes gigas
Lachlathetes gigas är en insektsart som först beskrevs av Johan Wilhelm Dalman 1823.  Lachlathetes gigas ingår i släktet Lachlathetes och familjen myrlejonsländor. Inga underarter finns listade i Catalogue of Life.